# ام.جی. اکبر
ام. جی. اکبر (انگلیسی: M. J. Akbar؛ زادهٔ ۱۱ ژانویهٔ ۱۹۵۱) روزنامه‌نگار، نویسنده، سیاستمدار اهل هند است.
وی از ۶ ژوئیه ۲۰۱۶ وزیر مشاور در امور خارجی هند است. همچنین نماینده مجلس در راجیه سبها است.